# مونيكا يونس
مونيكا يونس (بالإنجليزية: Monica Yunus)‏ هي مغنية أوبرا ومغنية أمريكية، ولدت في 1979 في شيتاغونغ في بنغلاديش.

## وصلات خارجية
- مونيكا يونس على موقع IMDb (الإنجليزية)
- مونيكا يونس على موقع ميوزك برينز (الإنجليزية)